# 蔣希禹
蔣希禹（16世紀—17世紀），廣西桂林府全州人，明朝政治人物。

## 生平
蔣希禹擅長詞賦，是萬曆七年（1579年）的舉人，授始興知縣，訂立丁糧一條鞭法，興建文昌閣讓士子在內學習，設置獅石浮圖穩定風水，並修訂地方縣志；調任長沙同知，以經術治理事務，四次代理知縣、三次代行府事，公庭沒有延誤案件，人們歌頌他：「清湘鄉之積逋，豁丁夫之遠輸。」在科舉選拔中稱得人，在任八年後改任高州知府，士民勒石紀念，後官至福建鹽運使。